# Stars Records
Stars Records, auch Stars, Inc., war ein US-amerikanisches Plattenlabel aus Atlanta, Georgia.

## Geschichte
Stars wurde 1955 von Bill Lowery gegründet. Zusammen mit dem Country-Musiker Boots Woodall führte Lowery bereits seit 1951 die Publishingfirma Lowery Music Company und versuchte aus den Einnahmen aus dem Geschäft nun in das Plattengeschäft einzusteigen. Dazu gründete er zwei Labels, Fox Records und Stars Records. Es waren kleine Unternehmen, die Singles lokaler, unbekannter Musiker veröffentlichten und lediglich für den lokalen Markt produzierten. Aufgenommen wurde die Musik im Studio des Radiosenders WGST, bei dem Lowery Anfang der 1950er-Jahre gearbeitet hatte. Das Label hatte keinen Sitz; Post ging an das Postfach 1027 in Atlanta.
Die erste bekannte Veröffentlichung Stars‘ war Cleve Warnocks My Baby Is Gone / You’re the Only One That’ll Ever Do (Stars 502), eine Rockabilly-Single aus dem Jahr 1955. Die ersten beiden Nummer 500 und 501 sind unbekannt. Stars ließ die Platten von RCA Victor pressen, die einen Custom-Service anboten. Einen nationalen Hit hatte das Label nie, aber einige potenzielle Hits wurden von Columbia Records (Billy Browns Single Did We Have a Party / It’s Love) und RCA Victor selbst (Ric Carteys Single Oooh-Eee / Young Love) national veröffentlicht.
Stars‘ letzten Platten erschienen Ende 1957. Lowery schloss danach das Unternehmen und startete mit NRC Records 1958 ein neues Label.

## Diskografie
| Katalognummer | Jahr | Künstler                           | Titel                                               |
| ------------- | ---- | ---------------------------------- | --------------------------------------------------- |
| 500           |      |                                    |                                                     |
| 501           |      |                                    |                                                     |
| 502           | 1955 | Cleve Warnock                      | My Baby Is Gone You’re the Only One That’ll Ever Do |
| 503           |      |                                    |                                                     |
| 504           |      |                                    |                                                     |
| 505           |      |                                    |                                                     |
| 506           | 1956 | Chuck Atha                         | Ooh-Eee (What You Do to Me) Oh Boy!                 |
| 507–538       | 1956 |                                    |                                                     |
| 539           | 1956 | Ric Cartey                         | Oooh-Eee Young Love                                 |
| 540           | 1956 | Don Carroll with the Sunshine Boys | When We Were In Love My Heart                       |
| 541           |      |                                    |                                                     |
| 542           |      |                                    |                                                     |
| 543           | 1957 | Judy Tolbert                       | I’m Wise to You Now Come Back and Love Me           |
| 544           | 1957 | Rockateers                         | Rock Bottom, Part 1 Rock Bottom, Part 2             |
| 545           | 1957 |                                    |                                                     |
| 546           | 1957 |                                    |                                                     |
| 547           | 1957 |                                    |                                                     |
| 548           | 1957 |                                    |                                                     |
| 549           | 1957 | Rocky Porter                       | Chrystal Ball First Sight                           |
| 550           | 1957 | Night Hawks                        | You’re My Baby Want Your Love                       |
| 551           | 1957 |                                    |                                                     |
| 552           | 1957 | Billy Brown                        | Did We Have a Party It’s Love                       |
| 553           | 1957 | John Bennefield                    | Crying the Blues In My Dreams Lullaby Waltz         |
| 554           | 1957 | Betty Logan                        | Boo Hoo, Little Heart Empty Chair                   |
| 555           | 1957 |                                    |                                                     |
| 556           | 1957 | Judy Tolbert                       | No Tears Tonight The One That I Love                |
|               | 1957 | Cleve Warnock                      | Boy and a Guitar So Goes Life                       |